# تنظيم الدولة الإسلامية (داعش)
الدولة الإسلامية او بإسمه السابق الدولة الإسلامية في العراق والشام أو بإختصار داعش،، هو تنظيم مسلح يتبع الفكر السلفي الجهادي، تأسس في العراق عام 2003 على يد ابو مصعب الزرقاوي تحت إسم «جماعة التوحيد والجهاد» وتطور لاحقاً ليعرف بـ«الدولة الإسلامية في العراق والشام»، أعلن التنظيم قيام «الخلافة الإسلامية» في يونيو 2014، وسيطر على مساحات شاسعة في العراق وسوريا حتى تراجع نفوذه عام 2017. وانتشر نشاطه بشكل محدود في ليبيا، سيناء، اليمن وافريقيا وباكستان وغيرها، يصنف كتنظيم ارهابي عند العديد من الدول والمنظمات الدولية، وقد أثار الجدل بسبب العديد من مواقفه الفكرية والسياسية، كوصفه للمقاومة الفلسطينية بـ"رايات كفرية وان فلسطين ليست قضية المسلمين الاولى".
لاق التنظيم اهتمامًا إعلاميًّا كبيرًا وذاع صيته لأول مرة عالميًّا، يوم الأحد 17 تشرين الأول/أكتوبر 2004، عندما أعلن أبو مصعب الزرقاوي بيعته مع من معه في «جماعة التوحيد والجهاد» لأسامة بن لادن - زعيم القاعدة آنذاك- على السمع والطاعة. مع اعتماد التسمية «قاعدة الجهاد في بلاد الرافدين»، كاسم للتنظيم الذي بات فرعًا رسميًّا لتنظيم القاعدة في العراق. كان دوره المشاركة في العمليات العسكرية ضد القوات التي تقودها الولايات المتحدة والحكومات العراقية المتعاقبة، في أعقاب غزو العراق، وخلال حرب العراق. وذلك جنبًا إلى جنب مع غيره من الجماعات السُّنية المسلحة، في تحالف أُسِّس باسم «مجلس شورى المجاهدين» دام بضعة أشهر. كان تمهيدًا لظهور تنظيم أكبر، دمَج الفصائل المتحالفة تحت قيادة واحدة، وحدث ذلك في نهاية عام 2006، حيث أعلن مجلس شورى المجاهدين عن تأسيس إمارة سُنّية، عُرفت باسم «دولة العراق الإسلامية» ودعا إلى مُبايعة أبو عمر البغدادي كأمير للمؤمنين، وتم تعيين محارب الجبوري كوزير الإعلام (متحدث رسمي)، وأبو حمزة المهاجر كوزير حرب. الأمر الذي واجه رفضًا كبيرًا من بعض الفصائل السنية المُقاتلة، والتي اشتبكت ضدَّ التنظيم.
كان للتنظيم علاقة جيّدة مع تنظيم القاعدة حتى 21 تشرين الثاني/نوفمبر 2013، عندما أعلن أبو بكر البغدادي، الذي تمَّ تعيينه سنة 2010 قائدًا خلفًا لأبو عمر البغدادي إثر مقتله؛ عن إلغاء «دولة العراق الإسلامية» (فرع القاعدة في العراق بنَظر الظواهري) و«جبهة النصرة لأهل الشام» (فرع القاعدة في سوريا) ودمج التنظيمين في تنظيم واحد باسم «الدولة الإسلامية في العراق والشام». الأمر الذي رفضه أمير تنظيم القاعدة أيمن الظواهري، ليُصدر على إثره أمرًا بإلغاء إندماجهم، وإلزام كل تنظيم بمكانه الجغرافي. موضّحًا أن البغدادي قام بضم جبهة النصرة تحت قيادته العراقية، دون تلقي أوامر أو أخذ استشارة منه. فامتثل قائد جبهة النصرة أبو محمد الجولاني لأوامر الظواهري، وانشق عن تنظيم «الدولة الإسلامية في العراق والشام». بينما قطعت جماعة البغدادي كل العلاقات مع تنظيم القاعدة، وأنكروا وجود أيّ ارتباط معهم منذ فكّ الارتباط سنة 2006. وقد وضَّح أبو محمد العدناني (المتحدث الرسمي لتنظيم الدولة) في كلمتان صوتيَّتان بعنوان «ما كان هذا منهجنا ولن يكون» و«عذراً أمير القاعدة»؛ أسباب الخلافات، ونفى كون جماعتهم كانت فرعًا تابعًا للقاعدة لكي تتلقى أوامر منها. ويعزى انفصال التنظيمين وقيادتهما عن بعضهما لأسباب عدة، ترتبط بنوعية العدو المستهدف، والاستراتيجية المتبعة في مواجهته، علاوة على اختلافات فقهية وفكرية بين التنظيمين، وذلك برغم تقاسمها الأهداف المتوخاة من ذلك. بعد ومرور سنتين من دخول عناصره الأراضي السورية عام 2012، توسع نفوذ التنظيم بشكل سريع ليشمل السيطرة على المناطق ذات الأغلبية السنية في سوريا، مثل؛ الرقة وإدلب ودير الزور وحلب.
يوم 29 حزيران/يونيو 2014، نشرت مؤسسة الاعتصام التابعة للتنظيم إصدارًا مرئيًّا بعنوان «كسر الحدود» ظهر فيه أبو محمد العدناني رفقة أبو عمر الشيشاني أعلنا فيه قيام الخلافة الإسلامية. وبناءً عليه تغير اسم التنظيم من «الدولة الإسلامية في العراق والشام» (يُختصر: داعش) إلى «الدولة الإسلامية»، مع تعيين أبو بكر البغدادي في منصب الخليفة. وحصل ذلك بعد سيطرتهم على مدن عديدة في العراق وسوريا وفتحهم جزءًا من الحدود بين البلدين. واعتمد التنظيم شعار «باقية وتتمدد» للتعبير عن التوسُّع الجغرافي غير المحدّد للحدود المادية للخلافة، بل أيضاً توسيع النفوذ العالمي بهدف تعزيز قابلية أفكار وعقيدة التنظيم الجديدة للبقاء والاستمرار. بحلول عام 2015، سافر ما يقرب من 40.000 فرد من أكثر من 120 دولة إلى العراق سوريا للقتال، وهاجر ما يقرب من 80% من هؤلاء المقاتلين للانضمام إلى صفوف داعش والعيش تحت حكم الخلافة. مع إعلان تنظيمات وجماعات دولية مسلحة مبايعة أبو بكر البغدادي، والتي أسست فروعًا للتنظيم سمِّيت بالولايات. كما حصل على دعم من العشائر في العراق بسبب التمييز الاقتصادي والسياسي ضد السنة العراقيين العرب. ففي أكتوبر 2014، سيطر فرع التنظيم في ليبيا علي مدينة درنة، شمال شرقي ليبيا والتي يقطنها حوالي 100.000 ساكن. ليتمكن مقاتلو مجلس شورى مجاهدي درنة في 15 حزيران/يونيو 2015، من هزم التنظيم واسترجاع المدينة. أما في مصر، سيطر تنظيم الدولة في سيناء يوم 1 تموز/يوليو 2015 على مدينة الشيخ زويد لفترة قصيرة قبل أن تتمكن التعزيزات البرية والقوات الجوية المصرية من استعادة المدينة. لاحقًا في 13 شباط/فبراير 2016، أعلن التنظيم سيطرته بالكامل على مدينة سرت الليبية. وفي 29 مارس 2021، سيطر فرع التنظيم في وسط إفريقيا على مدينة بالما الساحلية في موزمبيق، ليتمكن الجيش الموزمبيقي لاحقًا من استرجاع المدينة.
متمكنين من شبكات التواصل، أصبح التنظيم معروفًا بفيديوهات -إصدارات- قطع رؤوس مدنيين وصحفيين وأسرى، بتهمة محاربة التنظيم والتجسس. وتدمير مواقع تراثية بحجة أنها أصنام تُعبد من دون الله. كما قام ببيع قطع أثرية لتمويل نفقاته. حمَّلته الأمم المتحدة مسؤولية انتهاكات حقوق الإنسان وجرائم حرب، كما اتهمته منظمة العفو الدولية بشن حملة أعمال تطهير عرقي استهدفت الأقليات في شمال العراق. شجبت جامعات وشخصيات دينية إسلامية حول العالم ممارسات التنظيم وأفكاره، محاجّين بأن التنظيم حاد عن الصراط الحق للإسلام وأن ممارساته لا تعكس تعاليم الدين الحق أو قِيَمه، كما وصفوهم بالتكفيريين ونسبوهم إلى الخوارج. المملكة العربية السعودية كانت أول من أدرج التنظيم كمنظمة إرهابية، تلتها الأمم المتحدة، والاتحاد الأوروبي ودوله الأعضاء، والولايات المتحدة الأمريكية، والهند، وإندونيسيا، وإسرائيل، وتركيا، وسوريا، وإيران وبلدان أخرى. ولمنع تمدد التنظيم أعلنت الولايات المتحدة في سبتمبر 2014، تشكيل تحالف دولي مكون من 86 دولة شمل دولًا عربية وإسلامية وأجنبية من بينها السعودية وإيران، للقضاء على التنظيم. وقد دعا التنظيم أنصاره لاستهداف رعايا دول التحالف، الذي وصفه بـ "التحالف الصليبي"، فتم تنفيذ العديد من الهجمات المسلحة وعمليات الطعن والدهس في أمريكا الشمالية وأوروبا.
وحسب عقيدة التنظيم الذي يرَى كفر وردّة الحكومات العربية وجيوشها والفصائل المحاربة له والشيعة (طائفة الرافضة خصوصًا) وكل من يدعمهم من دول أجنبية وأفراد، فاستحل دمائهم ودعا أكثر من مرة إلى استهدفاهم. ففي عام 2015، قام التنظيم بتبنِّي 5 عمليَّات تفجير انتحارية لمساجد وحسينيات يحضرها الشيعة أثناء أداء الصلوات والمراسم الحسينية في كلٍّ من مدينة الكويت والقطيف والدمَّام، إضافة لتفجير أحد أسواق محافظة ديالى العراقية. كما تبنَّى عملية تفجير انتحاريّ في نقطة تفتيش في السعودية مُستهدفًا الشرطة السعودية، بالإضافة إلى قتل 38 سائح في أحد شواطئ مدينة سوسة التونسية، وعشرات الهجمات في أوروبا والولايات المتحدة. كما قامت ولاية عدن أبين المتفرعة من القاعدة وأنصار الشريعة والموالية لتنظيم الدولة بتفجير مساجد للشيعة في اليمن، أسفر أحدها عن مقتل 137 شخصًا على الأقل.
انسحب التنظيم من مدينة الفلوجة سنة 2016 بعد أن أعلن سيطرته عليها في أواخر كانون الأول/ديسمبر 2013. تزامن ذلك مع فقدانه 45% من الأراضي التي كان يسيطر عليها ذات يوم في العراق و30-35% من المناطق المأهولة التي كانت يسيطر عليها ذات يوم في العراق وسوريا. فقد التنظيم مساحات شاسعة من الأراضي التي كان يسيطر عليها في عام 2017، بعد هزيمته في معركة الموصل، على يد قوات الحكومة العراقية. ليفقد بعدها عدداً من القواعد العسكرية والمدن في العراق وسوريا. وظهر الرئيس الإيراني حسن روحاني في في 21 تشرين الثاني/نوفمبر 2017، على التلفزيون الرسمي، وادعى على الهواء مباشرة نهاية التنظيم. كما أصدرت في اليوم التالي وزارة الخارجية الإيرانية بيانًا، حول ما وصفته بـ «إنهاء وجود الحكومة الإسلامية الوهمية في العراق والشام» مشيرةً إلى أن فصلا جديدا من فصول التحولات قد بدأت في منطقة غرب آسيا بعد تعاون قوى المقاومة مع دول المنطقة في محاربة الإرهاب والتطرف والجرائم الإنسانية بما يضع العالم أمام تجربة تاريخية في هذا المجال.
في يوم السبت 23 مارس 2019، فقد التنظيم سيطرته على الباغوز التي كانت آخر معاقله. وجاء ذلك بعد نحو 6 أشهر من معارك دارت بين معاقل التنظيم شرق الفرات وبين قوات سوريا الديمقراطية (قسد) المدعومة بقصف وغارات جوية من التحالف الدولي. حيث رفض مقاتلو التنظيم تسليم أنفسهم، فجاء قرار التحالف الدولي باقتحام مخيم الباغوز. مما أسفر بحسب منظمة الأمم المتحدة عن مقتل حوالي 50 مدنيّ و28 طفل، وإصابة العشرات معظمهم من الأطفال والنساء بجروح.

## الاسم
غير التنظيم اسمه عدة مرات منذ تأسيسه عام 2003:
1. ظهر التنظيم لأول مرة في سنة 2003، تحت اسم «جماعة التوحيد والجهاد»،[30] بقيادة أبو مصعب الزرقاوي الذي أسسه إثر انتقاله من أفغانستان إلى العراق،[94] بعد خروجه من سجن سواقة الأردني،[95] الذي دخله بتهمة المشاركة في تكوين «تنظيم بيعة الإمام» سنة 1994.
2. في تشرين الأول/أكتوبر 2004، أعلن الزرقاوي البيعة لزعيم تنظيم القاعدة أسامة بن لادن وقام بإلغاء الاسم القديم واعتماد «قاعدة الجهاد في بلاد الرافدين» كاسم رسمي جديد. ورغم أن التنظيم لم يدعُ نفسه «تنظيم القاعدة في العراق»، إلا أنه عُرف بذلك الاسم، الذي ظل متداولاً إعلاميًّا.[96]
3. في كانون الثاني/يناير 2006، اتحد التنظيم مع مجموعة من التنظيمات الأخرى وشكلوا تحالفًا أسموه «مجلس شورى المجاهدين في العراق».[37]
4. في 12 تشرين الأول/أكتوبر 2006، تحالف التنظيم مع عشائر سنّية عراقية فيما عُرف بـ حلف المطيّبين،[97] وفي اليوم التالي -13 أكتوبر-، تمَّ الإعلان عن دمج فصائل التحالف وإعلان قيام إمارة سنّية عُرفت باسم «دولة العراق الإسلامية» وفكّ ارتباطهم عن تنظيم القاعدة كفرع تابع له، دون قطع علاقات التواصل.[98]
5. في 8 نيسان/أبريل 2013، أكد التنظيم أن "جبهة النصرة" هي امتداده للمشاركة في الحرب الأهلية السورية وأعلن عن «الدولة الإسلامية في العراق والشام» كاسم جديد لاندماجه مع جبهة النصرة، وهو الاسم الذي عُرف اختصارًا للحروف الأولى منه بـ «داعش».[28][99] بيدَ أنَّ هذا القرار لم ينصاعَ له الجولاني (أمير جبهة النصرة) وأنكره الظواهري (أمير القاعدة).[44] مما تسبب في نشوب قطيعة وعداوة بين تنظيم البغدادي وتنظيم الظاهري.[100]
6. في 29 حزيران/يونيو 2014، أعلن التنظيم تغيير اسمه مرة أخرى إلى «الدولة الإسلامية» فقط، معلنًا قيام دولة خلافة.[101][102]

## التاريخ

أبو مصعب الزرقاوي مؤسس جماعة التوحيد والجهاد، قُتل سنة 2006 بغارة جوية أمريكية.

بعد تشكيل جماعة التوحيد والجهاد بزعامة أبي مصعب الزرقاوي في عام 2003. ثم إعلان البيعة لزعيم تنظيم القاعدة السابق أسامة بن لادن، وتغيير الاسم إلى قاعدة الجهاد في بلاد الرافدين. كثف التنظيم من عملياته، إلى أن أصبح واحدًا من أقوى التنظيمات المسلحة في الساحة العراقية. وبدأ يبسط نفوذه على مناطق واسعة من العراق، إلى أن ظهر عام 2006 الزرقاوي للمرة الأولى والوحيدة في شريطِِ مصور دعا فيه إلى الجهاد ضد أمريكا والحكومة العراقية وطائفة الرافضة في العراق واصفًا إياهم بالمرتدين.
وبعد مقتل الأردني أبو مصعب الزرقاوي، جرى تعيين المصري أبو حمزة المهاجر زعيما مؤقتًا للتنظيم. ليتم في أواخر سنة 2006 تأسيس دولة العراق الإسلامية، بزعامة أبي عمر البغدادي. وفي يوم الاثنين الموافق 19 نيسان/أبريل 2010 شنت القوات الأمريكية والعراقية عملية عسكرية في منطقة الثرثار الصحراوية شمال بغداد. استهدفت منزلا كان فيه أمير التنظيم أبو عمر البغدادي ووزير الحرب أبو حمزة المهاجر. حيث تم قصف المنزل ليقتلا معا بعد اشتباكات عنيفة بين الجانبين واستدعاء الطائرات. وبعد أسبوع واحد اعترف التنظيم في بيان له على شبكة الإنترنت بمقتلهما. وبعد حوالي عشرة أيام؛ انعقد مجلس شورى الدولة ليختار أبا بكر البغدادي أميرًا للتنظيم، خلفًا لأبو عمر البغدادي، وأبو عبد الله القرشي نائبه ووزيره الأول، وأبو سليمان الناصر وزيرا للحرب.

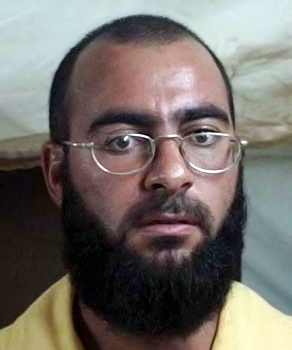
أبو بكر البغدادي أحد الزعماء السابقين، قُتل في تشرين الأول/أكتوبر 2019 بغارة جوية أمريكية.

### انشقاق جبهة النصرة
بعد اندلاع الحرب الأهلية السورية، التي اتخذت في بدايتها طابعا قمعيا، حيث تجلت في قمع المظاهرات التي كانت تقام ضد نظام الرئيس بشار الأسد، وسرعان ما أصبحت مسلحة؛ بدأ تكوين الفصائل والجماعات لقتال النظام السوري وفي أواخر العام 2011. ظهر تنظيم جبهة النصرة بقيادة أبي محمد الجولاني، الذي استمر في قتال قوات النظام السوري، حتى وردت تقارير استخباراتية عن علاقة جبهة النصرة بتنظيم القاعدة، كونه فرع رسمي للتنظيم في سوريا غير مُعلن عنه. في كانون الأول/ديسمبر 2012، أدرجته الولايات المتحدة الأمريكية على قائمة المنظمات الموصوفة بالإرهابية. وبتاريخ 9 أبريل ظهر تسجيل صوتي منسوب إلى أبي بكر البغدادي، يعلن فيها أن جبهة النصرة هي امتداد لدولة العراق الإسلامية وأعلن فيها إلغاء اسمي جبهة النصرة (فرع القاعدة في سوريا) ودولة العراق الإسلامية (فرع القاعدة في العراق)، ودمجهم تحت مسمى واحد وهو الدولة الإسلامية في العراق والشام.
ظهر لاحقًا تسجيلٌ صوتيّ لأبي محمد الجولاني، أعلن فيه عن علاقته مع دولة العراق الإسلامية، لكنه نفى شخصيا أو قادة ومجلس شورى الجبهة أن يكونوا على علم بهذا الإعلان قائلاً «إننا لم نستشر ولم نستأمر» في إشارة إلى عدم صدور أمر من الظواهري للقيام بهذا الإندماج، فرفض ذلك وأعلن تجديد بيعته وولاءه للتنظيم الأم وأميره الظواهري في أفغانستان. وعلى الرغم من ذلك كان للتنظيم الجديد المسمى "الدولة الإسلامية في العراق والشام" و"جبهة النصرة" العديد من العمليات العسكرية المشتركة في بداية الأمر، إلى أن احتد الخلاف بينهما، ليصل إلى قتال حدث في المنطقة الشرقية في سوريا، جعلهم أعداء وكان بداية حرب ميدانية وإعلامية وقطيعة كُبرى بين تنظيم البغدادي ومناصريه وتنظيم الظواهري ومؤيديه.

### إعلان الخلافة
أعلن تنظيم الدولة الإسلامية في العراق والشام بتاريخ 29 حزيران/يونيو 2014 قيام خلافة إسلامية، ودعا إلى مبايعة أبي بكر البغدادي خليفة للمسلمين. وقال المتحدث الرسمي باسم الدولة أبو محمد العدناني في إصدار مرئي بعنوان «كسر الحدود» أنه تم إلغاء كلمتي "العراق والشام" من مسمى الدولة ليُصبح الاسم الرسمي الجديد «الدولة الإسلامية».

## أهداف التنظيم وهيكلته وسماته

### الأهداف
يهدف التنظيم إلى إقامة «دولة خلافة إسلامية» -بحسب زعمهم-.

### المناصب والهياكل

أبو عمر الشيشاني وزير الحرب السابق وقائد القوات المسلحة في التنظيم، قُتل في 14 آذار/مارس 2016 بغارة جوية أمريكية.

يقود التنظيم حاليًّا، "الخليفة" أبو حفص الهاشمي القرشي الذي قام بتعيينه مجلس الشورى، وهو المجلس الذي يعيّن أفراده قادة التنظيم ويُسمَّون بأهل الحل والعقد. وعلى الرغم من التطورات التي شهدها المجلس منذ إمارة الزرقاوي مرورًا بأبي عمر البغدادي وصولاً إلى الزعيم السابق أبو بكر البغدادي، إلا أن مؤسسة الشورى كانت حاضرة دومًا. كان للتنظيم بعد سيطرته على مدينة الرقة السورية في 2014، العديد من الهيئات؛ مثل هيئة المالية وهيئة القيادة وهيئة الأمور العسكرية وهيئة الأمور القانونية وهيئة مساعدة وهيئة الأمن وهيئة الإعلام وغيرها. ويتمتع الإعلام بأهمية كبيرة داخل هياكله، وهو من أكثر التنظيمات الإرهابية اهتمامًا بالنشاط في شبكة الإنترنت؛ فقد أدرك منذ فترة مبكرة من تأسيسه الأهمية الاستثنائية للوسائط الاتصالية في إيصال رسالته السياسية، ونشر أيديولوجيته السلفية الجهادية، فأصبح مفهوم «الجهاد الإلكتروني» أحد الاهتمامات الرئيسية. ومن أحد أبرز المؤسسات التابعة لها مؤسسة الفرقان، التي تُعتبر أقدم وأول مؤسسة إعلامية تُعنى بنشر إصدارات التنظيم. وفي تقرير لصحيفة الصنداي تايمز، أن خمسة شباب برتغاليين أشرفوا على التنظيم لأفلام الإعدام التي يتم إنتاجها. يتبنى التنظيم أيضًا فكرة بيت المال، حيث يُعد التنظيم الأشد ثراءً في تاريخ المنظمات الموصوفة بالإرهابية، إذ تفوق على تنظيم القاعدة المركزي والفروع الإقليمية له.

### الأراضي المحتلة
يوجد تأييد فكري واجتماعي وسياسي للدولة وذلك بسبب أوضاع أهل السنة في العراق وفي سوريا، نظرًا كونهم لا يشكلون الأغلبية في هذه المنطقة عكس الطائفة الشيعية التي تسيطر على الحكم في البلدين. ما بين آب/أغسطس 2014 ونيسان/أبريل 2015، خسر تنظيم الدولة منذ بدأ الغارات، نحو 30% من الأراضي التي سيطر عليها بالعراق، منذ وصوله للأوج في آب/أغسطس 2014.

### المدنيون في مناطق سيطرة التنظيم
في بيان نُشر سنة 2020، قدرت وزارة الخارجية الأمريكية أن ثمانية ملايين شخص عاشوا تحت سيطرة الدولة الإسلامية. فيما صرحت لجنة التحقيق الدولية، أن تنظيم الدولة الإسلامية «يسعى لإخضاع المدنيين الخاضعين لسيطرته والسيطرة على كل جانب من جوانب حياتهم من خلال الإرهاب والتلقين وتقديم الخدمات لمن يطيعون».
السيطرة الاجتماعية على المدنيين كانت من خلال تطبيق التنظيم للشريعة الإسلامية. التي فرضتها قوات شرطة الأخلاق المعروفة باسم الحسبة وكتيبة الخنساء النسائية بالكامل، وهي قوة شرطة عامة. ومحاكم وكيانات أخرى تدير التجنيد، العلاقات القبلية والتعليم. كان أبو محمد الجزراوي أمير ديوان الحسبة في التنظيم.
في 2015، نشر تنظيم الدولة الإسلامية قانون عقوبات بالجلد أو الرجم (حد الزنا) أو بتر الأطراف (حد السرقة) أو الصلب (عقوبة قاطع الطريق أو المحارب) أو رمي المثليين من شاهق (عقوبة اللواط).

#### الولايات

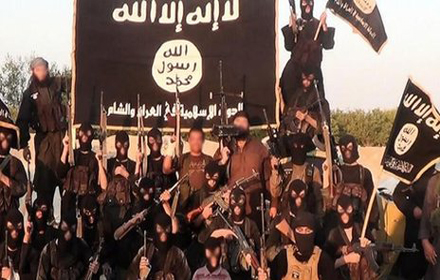
صورة لمجموعة من مقاتلي التنظيم قبل إعلان الخلافة وخلفهم راية العُقاب كُتب عليها "الدولة الإسلامية في العراق والشام".

| ولاية العراق | ولايات الشام (سوريا) | الولايات البعيدة                       | ولايات أخرى (عمليات قليلة) |
| ------------ | -------------------- | -------------------------------------- | -------------------------- |
| الأنبار      | ولاية الخير          | ولاية غرب إفريقية                      | ولاية الفلبين              |
| الفلوجة      | ولاية البركة         | ولاية وسط إفريقية                      | ولاية تونس                 |
| بغداد        | ولاية الرقة          | ولاية الساحل                           | ولاية مصر                  |
| شمال بغداد   | ولاية حلب            | ولاية موزمبيق                          | ولاية أذربيجان             |
| دجلة         | ولاية حماة           | ولاية اليمن: - عدن أبين. - البيضاء.    | ولاية البنغال              |
| ديالى        | ولاية حمص            | ولاية ليبيا: - برقة. - طرابلس. - فزان. | ولاية باكستان              |
| صلاح الدين   | ولاية حوران          | ولاية خراسان                           | ولاية لبنان                |
| نينوى        | ولاية دمشق           | ولاية الصومال                          | ولاية الهند                |
| كركوك        | ولاية الفرات         | ولاية القوقاز                          | ولاية الجزائر              |
| الجنوب       | -                    | ولاية شرق آسيا                         | -                          |
| البادية      | -                    | ولاية تركيا (إسطنبول)                  | -                          |
| الجزيرة      | -                    | ولاية سيناء                            | -                          |
| -            | -                    | ولاية نجد                              | -                          |

#### العراق
تشمل سيطرة قوات التنظيم على مساحات محدودة في المحافظات العراقية وتغطى الهجمات التي تشنها كل الأراضي العراقية ولكن تعتبر المحافظات السنية الواقعة شمال وغرب بغداد أو ما يعرف بالمثلث السني هي مراكزُ تواجد التنظيم في العراق.

#### سوريا
ادعى التنظيم سابقًا فرض وبسط سلطته على المحافظات السورية التي تغطي معظم البلاد خاصة تلك التي توجد على طول الحدود الإقليمية: الحسكة، دير الزور، الرقة، حمص، حلب، إدلب، حماة، ريف دمشق ثم اللاذقية.

#### مناطق تدريب
أعلنت الولايات المتحدة عبر تصريح لقائد القيادة العسكرية الأميركية في إفريقيا أنها راقبت مناطق في ليبيا استُخدمت لتدريب المقاتلين الوافدين الجدد والذين وصل عددهم إلى حوالي 200 شخص.

#### ملاجئ التنظيم
قال الباحث في شؤون الجماعات المسلحة أحمد سلطان في مقابلة مع موقع المشهد في 3 آب/أغسطس 2023: «تنظيم داعش في الوقت الحالي ليس لدى قادته ملاجئ آمنة يمكن اللجوء إليها وغالبية المناطق التي يتواجد فيها قادة داعش هي بيئات عدائية إما إدلب أو جنوب سوريا.» وذكر السلطان أن قوة التنظيم تتمركز في الشام التي فيها الإدارة العامة للولايات والتي تُدير أفرع التنظيم الخارجية، وهي؛ مكتب الفرقان في غرب إفريقيا ومنطقة الساحل والصحراء، مكتب الكرّار في الصومال، مكتب الصدّيق في أفغانستان، مكتب أم القرى في الجزيرة العربية وهذا جرى تقويضه، مكتب دنيوراين في سيناء الذي جرى تقويضه أيضا، إضافة إلى مكتب الشام (الأرض المباركة) ومكتب العراق.

### المعتقدات والأيديولوجية
يتبنى التنظيم عقيدة السلفية الوهَّابيَّة، ويخالف نسبة هامة من المنتسبين إلى هذا التيار في الكثير من المسائل أبرزها؛ أنَّ لهم منهجًا في التكفير مخالفًا لمنهج أهل السنة والجماعة، إذ أنهم يتوسعون في تكفير شرائح عريضة من المنتسبين للإسلام، وتكفير كلّ الشيوخ الذين عارضوا التنظيم مع الاعتداد بمن وافقهم على منهجهم، مع رغبة التنظيم في إقامة «دولة خلافة»، يحكمها خليفة واحد بالشريعة الإسلامية، ويسعى لجمع مسلمي العالم تحت ظل دولة واحدة لا تقسمها حدود اتفاقية سايكس بيكو. ويرى التنظيم أن كل من حاربه وقع في الكفر والردة بفعله ذلك من حيث يدري أو لا يدري.
العديد من رجال الدين أمثال مفتي السعودية عبد العزيز آل الشيخ ومصطفى العدوي وصالح الفوزان وغيرهم نسبوا المناصرين للتنظيم وأعضاءه إلى الخوارج، رغم نفي التنظيم لذلك في في مقطع صوتي نُشر بعنوان: (قُلْ إِنِّي عَلَى بَيِّنَةٍ مِن رَبِّي) بتاريخ 13 مارس 2007. فيما لا يرى عثمان الخميس أنهم على عقيدة الخوارج رغم انحرافاتهم. وكفَّرهم صالح اللحيدان قائلاً «... أهؤلاء يسمون مسلمين؟ وإنما هم يتظاهرون بشهادة أن لا إله إلا الله وأن محمدًا رسول الله ...» ونسبهم إلى الرافضة.

## داعمون

### ادعاءات دعم دولي

#### السعودية وقطر
على الرغم من أن الحكومتان السعودية والقطرية تنفيان الادعاءات، إلا أن رئيس الوزراء العراقي السابق نوري المالكي اتهمهما بتمويل التنظيم مضيفًا «أزمة العراق الطائفية والإرهابية والأمنية مسؤولة عنها هاتان الدولتان بالدرجة الأولى.».

#### سوريا
أثناء الحرب الأهلية السورية، تم اتهام الرئيس بشار الأسد والحكومة السورية من قبل عدة أطراف بالتواطؤ مع التنظيم.

#### تركيا
تم اتهام تركيا من قبل خبراء وأكراد سوريين ونائب رئيس الولايات المتحدة جو بايدن بالدعم أو التواطؤ مع التنظيم.

#### الولايات المتحدة
اتهم عضو مجلس الشيوخ الأمريكي راند بول، الحكومة الأمريكية بتقديم دعم غير مباشر للتنظيم في الحرب الأهلية السورية، من خلال دعم حلفائها ومقاتلة أعدائها في ذاك البلد. كما وجه وزير الخارجية السوري وليد المعلم اتهامه لأمريكا بدعم التنظيم.

#### إسرائيل
اتهمت بعض وسائل الإعلام والمخابرات الإيرانية أبو بكر البغدادي بأنه إسرائيلي يهودي وعميل في الموساد وأنه استخدم اسم مزيف ومعلومات مزيفة واسمه الحقيقي هو شمعون إيلوت؛ اتهمته بالتعاون مع الاستخبارات الأمريكية والبريطانية لربط الإسلام بالإرهاب. ونقلت المصادر تصريحات الموظف السابق في وكالة الأمن القومي الأمريكي إدوارد سنودن حيث أوضح في وثائقه أن أجهزة الاستخبارات الأمريكية والبريطانية والإسرائيلية تتحمل مسؤولية ظهور التنظيم لافتًا إلى أن قائد التنظيم أبو بكر البغدادي خضع لتدريب عسكري مكثف لمدة عام كامل من قبل جهاز الموساد الإسرائيلي بالتوازي مع تلقيه دروسًا في اللاهوت وفن الخطابة.
واتهم الأمين العام لعصائب أهل الحق الشيخ قيس الخزعلي إسرائيل بالتسبب في تكوين التنظيم مُعلِّلا ذلك بأن التنظيم لم يستهدف سوى المسلمين بدلًا من الإسرائيليين، قائلاً: «الكيان الإسرائيلي هو الذي كان يعالج في مستشفياته جرحى التنظيمات التكفيرية.».

#### إيران
اتهم وزير الخارجية السوري الأسبق ونائب الرئيس السوري السابق عبد الحليم خدام إيران بإحضار التنظيم إلى سوريا قائلاً: «ولا أريد أن أزيد من الجزم والتأكيد إذا ما قلت لك إن «داعش» تدار من إيران مباشرة.».

### حركات مبايعة للتنظيم

صورة لعناصر من جماعة بوكو حرام (قبل مبايعتهم تنظيم الدولة) يطبقون حد السرقة.

تنتشر مجموعات مسلحة موالية للتنظيم في عدة دول وهي:
- بوكو حرام، أصبح لاحقا ولاية غرب إفريقية.[163]
- مجلس شورى شباب الإسلام، بمدينة درنة، أصبح لاحقًا ولاية ليبيا.
- أعضاء منشقون عن القاعدة في بلاد المغرب الإسلامي، كوَّنوا لاحقًا ولاية الجزائر.[164]
- أعضاء منشقون عن تنظيم القاعدة وجماعة أنصار الشريعة، كوَّنوا لاحقًا ولاية عدن أبين ثم ولاية اليمن.[165]
- جماعة أنصار بيت المقدس، في 8 يوليو 2014 أصبح اسمها ولاية سيناء.[166]
- أعضاء منشقون عن حركة طالبان وتنظيم القاعدة، كوَّنوا لاحقًا ولاية خراسان في أفغانستان وباكستان.[167]
- أعضاء منشقون عن حركة الشباب الموالية للقاعدة، كوَّنوا لاحقًا ولاية الصومال.[168]

## خصوم

قوة المهام المشتركة – عملية العزم الصلب.
خصوم دوليون آخرون.
مناطق تحت سيطرة التنظيم في أواخر 2015.

### تحالف عالمي لمقاومة التنظيم
جامعة الدول العربية والاتحاد الأوروبي وحلف شمال الأطلسي جزء من التحالف.

### خصوم دوليون آخرون ليسوا جزءا من التحالف
- الصين[170]
- أذربيجان[171]
- ألبانيا[172]
- الإمارات العربية المتحدة[173]
- البحرين[174]
- الكويت[175]
- سنغافورة[176]
- عُمان[177]
- اليمن (المجلس السياسي الأعلى)[178]

### خصوم غير دوليون آخرون

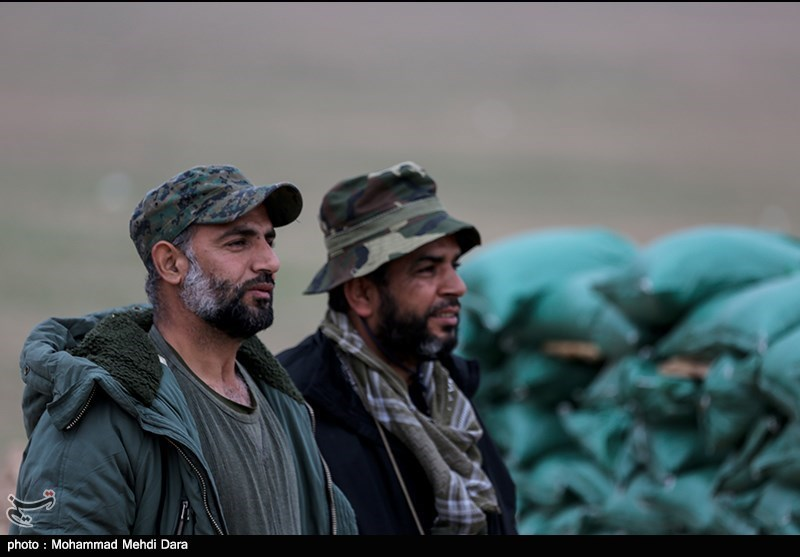
مقاتلون من الحشد الشعبي العراقي.

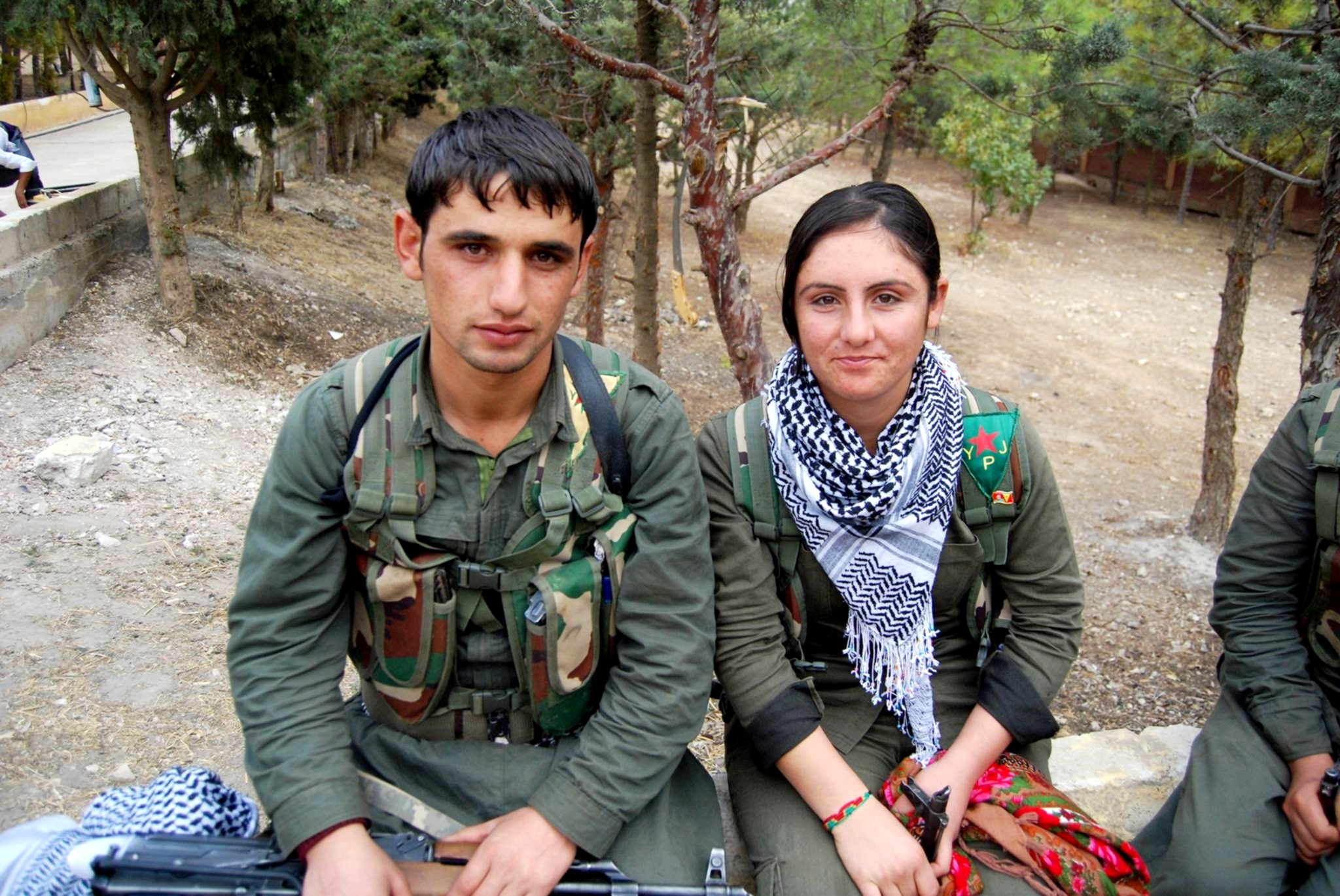
مقاتلون من وحدات حماية الشعب الكردية.

| - الحشد الشعبي - عصائب أهل الحق - حركة النجباء - منظمة بدر - كتائب الامام علي - كتائب حزب الله - كتائب سيد الشهداء - سرايا الخراساني - كتائب بابليون - قوات الشهيد الصدر - قوات الشهيد الصدر الأول - لواء الامام القائم - سرايا السلام - كتائب التيار الرسالي - قوات سهل نينوى - قوات سوريا الديمقراطية - وحدات حماية الشعب - الحرس الثوري الإيراني - حزب الله السوري - قوات الرضا - حزب العمال الكردستاني - كتائب شمس الشمال - جيش التحرير الفلسطيني - حركة الجهاد الإسلامي في فلسطين - لواء القدس | - الجبهة الإسلامية - أحرار الشام - أكناف بيت المقدس - جيش الإسلام - كتائب شهداء بدر - جبهة ثوار سوريا - طالبان - الجبهة الشامية - جيش الفتح - جبهة النصرة - وحدات حماية سهل نينوى - لواء زينبيون - المقاومة الوطنية السورية - لواء أبو الفضل العباس - أنصار الله الحوثيون - فجر ليبيا - الجيش الوطني السوري - قوات أبو الفضل العباس - قوات الدفاع الوطني - تحالف سنجار - الحزب الشيوعي اللبناني - لواء فاطميون - تابور الحرية العالمي - الحرس القومي العربي - الجبهة الشعبية لتحرير فلسطين – القيادة العامة - فتح الانتفاضة - جماعة نصرة الإسلام والمسلمين |

## انتهاكات حقوق الإنسان

### اضطهاد الأقليات الدينية والإثنية

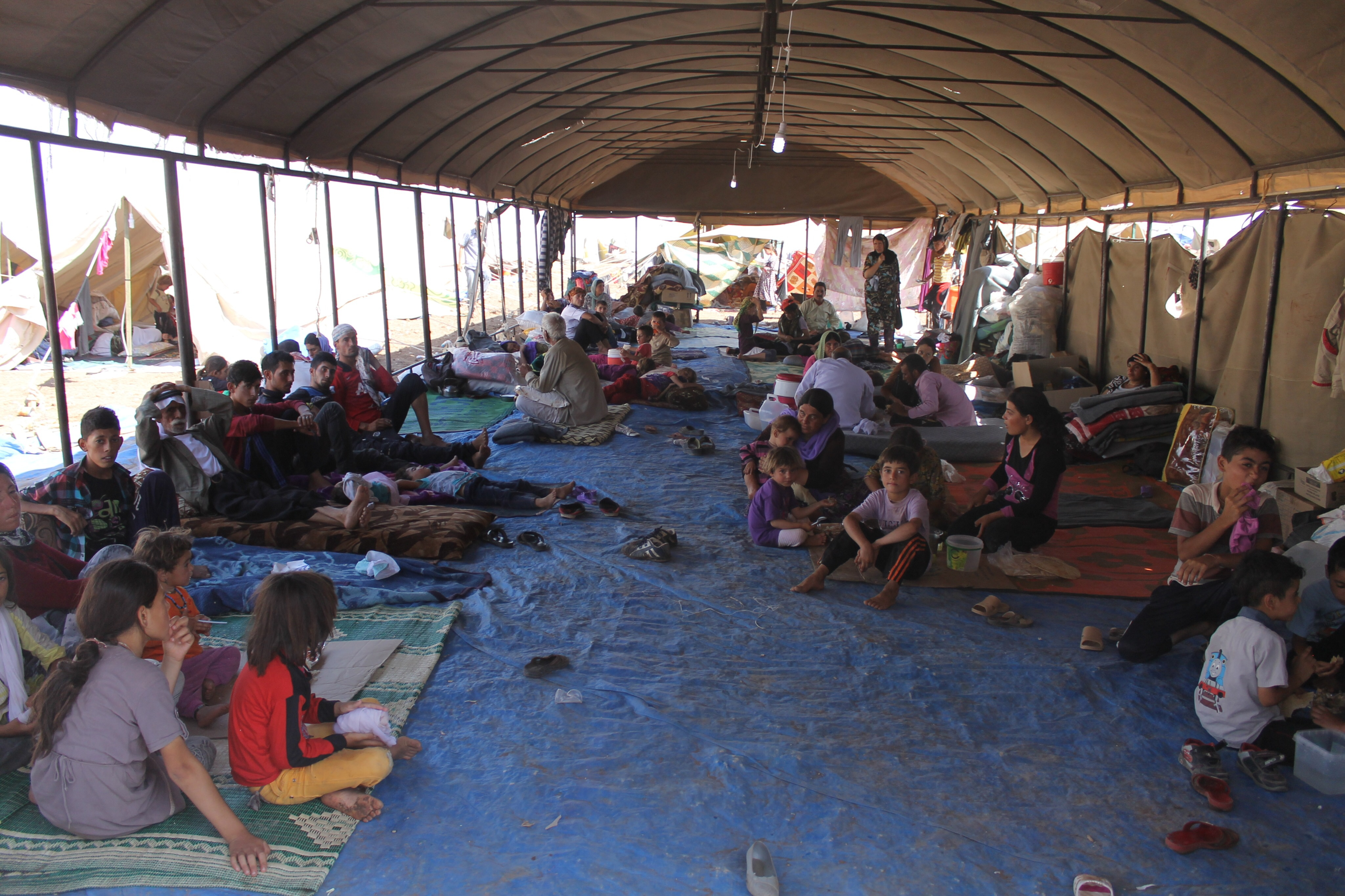
لاجئون إيزيديون في جبل سنجار، آب/أغسطس 2014

تفرض داعش على أهالي المناطق التي تُسيطر عليها اعتناق الإسلام حسب اعتقادها وتفسيراتها للمذهب السني أو دفع الجزية. العديد من التقارير كشفت أن التنظيم استعمل تهديدات القتل، والتعذيب لفرض تحويل غير المسلمين للإسلام.، وعن قتل بعض الشيوخ لرفضهم إعطاء البيعة ل«الدولة الإسلامية» المُدَّعاة. عنف واضطهاد داعش موجَّه بشكل أساسي نحو الأقليات من الشيعة والسريان/الكلدان/الآشوريين والأرمن المسيحيين والإيزيدية والدروز والمندائيين.

### معاملة المدنيين
خلال الصراع العراقي في عام 2014، أصدرت داعش عشرات من أشرطة الفيديو تظهر سوء معاملة المدنيين وتعرضهم للاذى والجوع، وكثير منهم قد استهدفوا على أساس ديني أو عرقي وحذرت نافي بيلاي المفوضة السامية لحقوق الإنسان في الأمم المتحدة، من جرائم الحرب التي ارتكبت وأفادت الأمم المتحدة أنه في الأيام من 17 أيار ولغاية 22 حزيران، قتل داعش أكثر من 1000 مدنيا عراقيا وإصابة أكثر من 1000.
يوم 29 أيار/مايو 2014 داهمت داعش قرية في سوريا وقتلت 15 مدنيا على الأقل ووفقا لمنظمة هيومن رايتس ووتش فإن من بينهم ستة أطفال على الأقل. وأكد مستشفى في المنطقة أنها تلقت 15 جثة في اليوم نفسه  ووفقا لوكالة رويترز فإن داعش قتلت 1878 شخصاً في سوريا خلال الأشهر الستة الأخيرة من عام 2014، معظمهم من المدنيين.
وفي مدينة الموصل، قامت داعش بتطبيق مناهج دراسية في المدارس تحظر تدريس الفن والموسيقى والتاريخ الوطني والأدب والمسيحية. وقد أعلنت أن الأغاني الوطنية كفر وأعطت أوامر لإزالة بعض الصور من الكتب المدرسية.
وبعد الاستيلاء على مدن عراقية أصدر داعش مبادئ توجيهية وتعليمات في كيفية ارتداء الملابس والحجاب وحذر النساء في مدينة الموصل من مغبة مخالفتها وخيرهم بين ارتداء النقاب أو مواجهة عقوبات صارمة. وقال رجل دين لوكالة رويترز في الموصل ان مسلحي داعش أمرته أن يتلو التحذير في مسجده عند تجمع للمصلين  وفي مدينة الرقة تم استخدام كتيبتين من النساء في المدينة لفرض تطبيق الأوامر من قبل النساء 
وأصدر داعش وثيقة تحوي على مجموعة من القواعد التي تستهدف المدنيين في محافظة نينوى ومن بين قواعدها أن المرأة يجب أن تبقى في المنزل ولا تخرج إلى الشارع ما لم يكن ضروريا. وقال بند آخر أن عقوبة السرقة تكون قطع اليد. وبالإضافة إلى العرف الإسلامي الذي يحظر بيع وتعاطي الخمر والكحول فإن داعش حظرت بيع واستخدام السجائر والشيشة وحظرت أيضا «الموسيقى والأغاني في السيارات والمحلات التجارية، وأمام الملأ، وكذلك صور الأشخاص في واجهات المحال التجارية».
ووفقا لمجلة الإيكونوميست فإن داعش عين في الرقة 12 من القضاة وهم سعوديون وتشمل مهامهم إنشاء الشرطة الدينية وفرض الحضور في الصلاة واستخدام واسع لعقوبة الإعدام، وتدمير الكنائس المسيحية والمساجد غير السنية أو تحويلها إلى استخدامات أخرى.
ولقد قامت داعش بتنفيذ عمليات إعدام على كل من الرجال والنساء الذين كانوا متهمين بأعمال مختلفة، وأدين بارتكاب جرائم ضد الإسلام مثل الشذوذ الجنسي، والزنا، ومشاهدة المواد الإباحية، واستخدام وحيازة الممنوعات والاغتصاب والتجديف ونبذ الإسلام والقتل. وقبل أن يتم تنفيذ العقوبات بحق المتهمين تتم قراءة التهم الموجهة إليهم وبحضور مجموعة من المشاهدين، وأما عقوبة الإعدام فتتخذ أشكالا مختلفة، بما في ذلك الرجم حتى الموت، والصلب وقطع الرؤوس، وحرق الناس أحياء، ورمي الناس من البنايات الشاهقة.

### إحراق الطيار الأردني
قام تنظيم الدولة الإسلامية بإحراق الطيار الأردني معاذ الكساسبة حيا بعدما سقطت طائرته خلال عمليات قوات التحالف ضد داعش قرب مدينة الرقة.ونشر تنظيم الدولة الإسلامية شريط فيديو، تناقلته مواقع مقرّبة من جماعتها على شبكة الإنترنت يظهر عملية إحراق الكساسبة. ويعتقد أن الفيديو وهمي وغير حقيقي. وطالبت داعش بالإفراج عن السجينة ساجدة الريشاوي التي حكمت بالإعدام بعدما شاركت في تفجيرات عمان، عاصمة الأردن، عام 2005 في مقابل الإفراج عن الكساسبة، ولكن فشلت جميع عمليات التفاوض لمقايضة الكساسبة بالسجينة ساجدة الريشاوي المتورطة في عملية انتحارية استهدفت العاصمة الأردنية عمّان. وأدان باراك أوباما قتل الطيار الأردني بوصفه دليلا آخر على بربرية تنظيم الدولة الإسلامية.

### تجنيد الأطفال
تنظيم داعش يجند الأطفال العراقيين في سن التاسعة إلى صفوفه حيث يمكن مشاهدتهم وهم يغطون وجوههم بالأقنعة ويحملون البنادق في أيديهم حيث تسير الدوريات في شوارع الموصل. وفقا لتقرير صادر عن مجلة السياسة الخارجية فإن أطفال لا تتجاوز أعمارهم الست سنوات خطفوا وأرسلوا إلى معسكرات التدريب العسكرية والدينية حيث يتدربون على قطع الرأس على الدمى ويلقننون وجهات النظر الدينية وفقاً لأفكار داعش. يتم استخدام الأطفال كدروع بشرية في الخطوط الأمامية ويستخدمون لعمليات نقل الدم منهم لمقاتلي داعش، كما أن أطفال تقل أعمارهم عن 15 سنة يأخذون إلى مخيم الشريعة لمعرفة المزيد عن الدين في حين أن كبار السن ممن هم فوق 16 سنة يأخذون إلى معسكر للتدريب العسكري. كما تستخدم الأطفال للدعاية. وفقا لتقرير للأمم المتحدة: "في منتصف آب/أغسطس، دخلت داعش مستشفى السرطان في الموصل، وأجبرت اثنين على الأقل من الأطفال المرضى على حمل علم داعش ونشرت الصور على شبكة الإنترنت.

### العنف والعبودية الجنسية
في عام 2014 قامت «داعش» بإباحة الاستيلاء على العبيد أثناء الحروب، بل وقامت باستعباد النساء والفتيات بشكل فعلي، وفي مجلَّته الإلكترونيَّة «دابق» قدَّم تنظيم الدولة الإسلامية تبريرات دينيَّة لاستعباد النساء اليزيديات اللواتي يُعتبرن من طائفة كافرة، وزعم التنظيم أنَّ اليزيديين هم عبدة أوثان واستعبادهم يُشكِّل جزءاً من ممارسة الشريعة الإسلاميَّة فيما يتعلَّق بغنائم الحرب، ذكرت مجلة الإيكونوميست أنَّ تنظيم داعش قد أخذ ما يصل إلى 2000 امرأة وطفل أسرى لبيعهم وتوزيعهم كعبيد جنسيِّين.
هناك العديد من التقارير حول الاعتداءات الجنسية على النساء والفتيات وأستعبادهم في مناطق المسيطر عليها من قبل تنظيم داعش وأغلبهم من الأقلية المسيحية واليزيدية. وفقا لتقرير واحد من قبل صحيفة الجارديان فقد رافق سيطرة داعش على المدن العراقية في يونيو 2014  أعمال متطرفة كاستخدام النساء كرقيق للجنس والاغتصاب. وذكرت  أن جرائم المقاتلين المرتكبة تصاعدت ضد النساء، بما في ذلك الخطف والاغتصاب وأن مقاتلي داعش أحرار في ممارسة الجنس أو أغتصاب النساء غير المسلمات الأسرى عندهم.
وقد أبرزت هالة اسفندياري من مركز وودرو ولسون الدولي للعلماء إساءة معاملة النساء من قبل مسلحي داعش بعد أن سيطروا على المنطقة. "إن الفتيات الصغيرات... يتعرضن للاغتصاب أو يتم تزويجهن للمقاتلين وعادة ما تأخذ النساء الأكبر سناً إلى سوق الرقيق مؤقتاً ومحاولة بيعهن"، مضيفة "أنها تقوم على الزواج المؤقت، ومرة واحدة قام المقاتلين بممارسة الجنس مع هؤلاء الفتيات ، وأما الناشطة في حقوق الإنسان من أصل كردي فقالت بأن المرأة اليزيدية عوملت كالماشية في المناطق التي استولت عليها داعش، وقد يتعرضون للعنف الجسدي والجنسي بما في ذلك الأغتصاب المنهجي والعبودية الجنسية وقد عرضن في الأسواق في الموصل والرقة وهن يحملن بطاقات الأسعار  وفي شباط/فبراير 2015، مجموعة (الرقة تذبح بصمت) ذكرت أنه يتم استعباد المرأة، بما في ذلك استخدامهن للجنس داخل مدينة الرقة.
صدر تقرير للامم المتحدة يوم 2 تشرين الأول/أكتوبر 2014، استنادا إلى 500 مقابلة مع شهود عيان بإن داعش أخذت 450-500 من النساء والفتيات في منطقة نينوى في العراق في شهر آب/أغسطس 2014 حيث أن 150 من الفتيات غير متزوجات وهن في الغالب من الطائفتين اليزيدية والمسيحية، ويتم التعامل معهن إما كمكافأة للمقاتلين التابعين لداعش أو كمكافأة ليتم بيعها كرقيق للجنس  وفي منتصف شهر تشرين الأول/أكتوبر، أكدت الأمم المتحدة أن 5,000-7,000 من النساء والأطفال اليزيديين قد تم اختطافهم من قبل داعش ليباعوا في سوق النخاسة.

### قطع الرؤوس والإعدام الجماعي
خلال أقل من عام على مرور إعلان ما يسمى بدولة الخلافة أعدم داعش 2618 شخص ومن بينهم قرابة 1500 من المدنيين و139 شخص ينتمون لداعش أعدمهم بتهمة الغلو والتجسس لصالح دول أجنبية عند محاولتهم العودة إلى بلدانهم  ومن بينهم أيضاً سوريين وعراقيين وعدد آخر من الجنود اللبنانيين بالأضافة إلى أكراد واثنين من الصحفيين الأمريكيين، أمريكي واحد واثنين من عمال الإغاثة البريطانية وثلاثة ليبيين تم ذبحهم من قبل داعش. ويستخدم داعش قطع الرؤوس لترهيب السكان المحليين حيث أصدر سلسلة من أشرطة الفيديو الدعائية وبث التنظيم عمليات إعدام علنية وجماعية واحتوت بعضها على سجناء أجبروا على حفر قبورهم بأيديهم قبل إعدامهم وكذلك أعدم عشرات المقاتلين السوريين المنتمين للمعارضة من بينهم نحو 100 مقاتل من حركة أحرار الشام حاولوا مغادرة الرقة ومئات الجنود التابعيين للجيش السوري 

### تدمير المساجد الإسلامية والمعابد الدينية

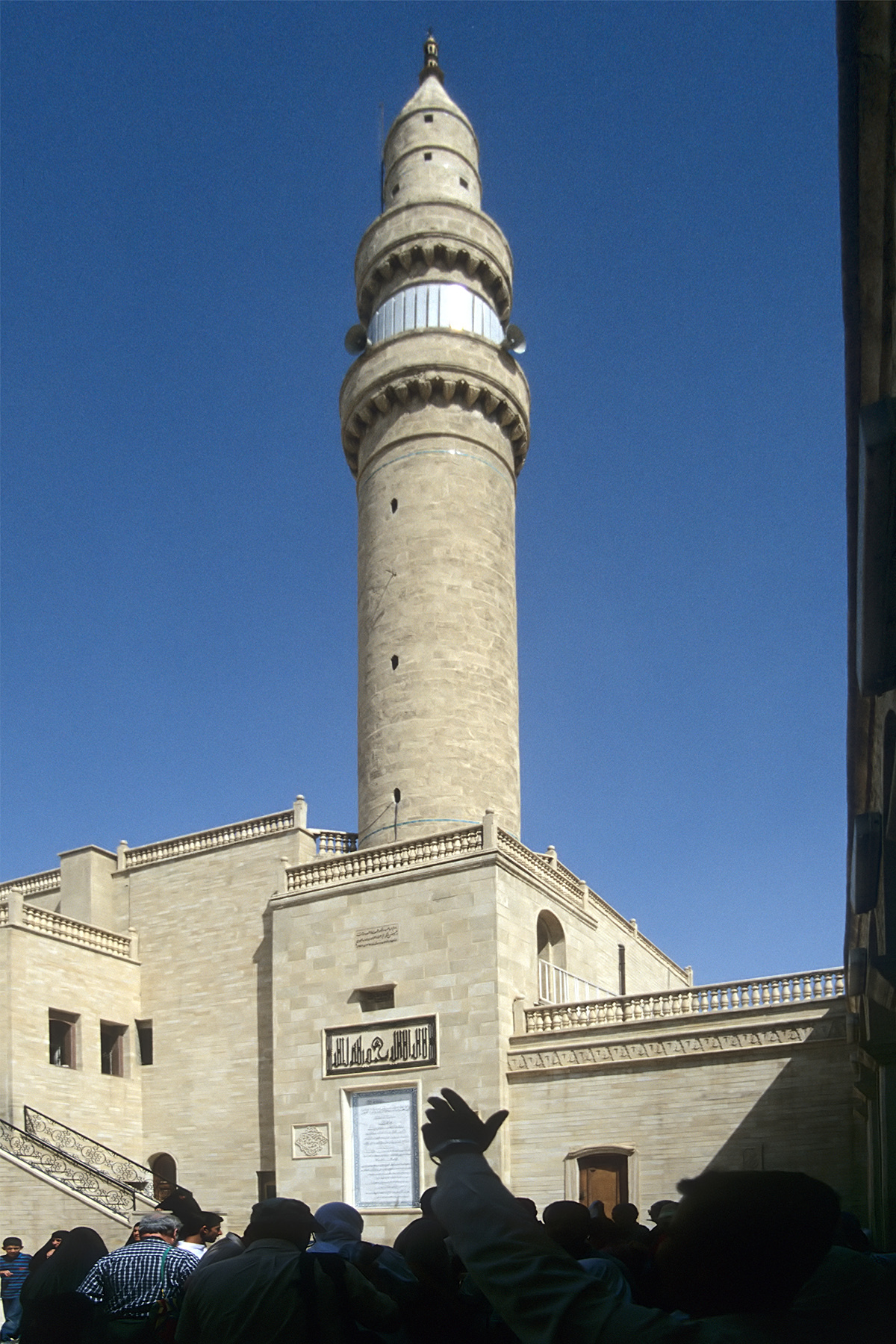
مسجد النبي يونس في الموصل، هدمته داعش في تموز/يوليو 2014

قامت داعش بتدمير مرقدي النبي يونس والنبي شيت إضافة إلى عدد كبير من المراقد الدينية والمساجد التي يرتادها أتباع مُختلف الطوائف والكنائس المسيحية لأسباب طائفية وعقدية بحتة.

### تدمير الآثار التاريخية

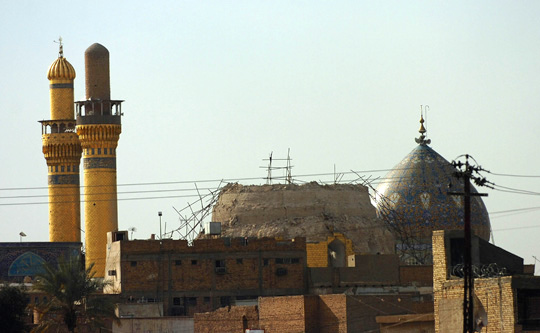
مسجد العسكري ، أحد أقدس المواقع لدى الشيعة الإثنا عشرية، بعد الهجوم الأول الذي شنه تنظيم الدولة الإسلامية في العراق عام 2006.

وفي يوم الخميس المصادف 26/2/2015 نشرت داعش فيديو يقوم فيه رجالها بتحطيم الآثار الآشورية والكلدانية الموجودة في متحف الموصل التاريخي، وقد قاموا أيضاً بتجريف مدينة النمرود الأثرية ومدينة الحضر جنوبي الموصل.
وفي 5 تشرين الأول/أكتوبر 2015 قام عناصر داعش بتفجير قوس النصر الأثري في مدينة تدمر (بالميرا) ويأتي ذلك بعد قيام التنظيم بتدمير معبدي بعل (بل) وبعلشمين الأثريين مع الإشارة أن هذه المدينة مُدرجة في قائمة مواقع التراث العالمي (UNESCO World heritage sites) كما قام التنظيم بسرقة وتخريب متحف المدينة إلى أن قام الجيش العربي السوري بتحريرها في عيد الفصح يوم الأحد 27 آذار/مارس 2016

### سبي وبيع النساء
قالت سي إن إن في تقرير أن مسلحي تنظيم داعش وزعوا، منشوراً يحتوي على أسئلة وأجوبة حول سبي النساء ووطئهن جنسياً، فمنه السؤال عن السبي وجواز سبي الكافرات كفراً أصلياً كالكتابيات والوثنيات، مجيباً أنه، السبي ما أخذه المسلمون من نساء أهل الحرب، وأن العلماء أختلفوا في سبي المرتدة عن الإسلام. وكانت وثيقة صادرة عن تنظيم داعش أعلنت في 9 تشرين الثاني 2014، انخفاضا كبيرا في أسعار بيع الغنائم والنساء بسبب محاصرة القوات الأمنية لموارد التنظيم، وحددت الوثيقة أسعار النساء السبايا حسب أعمارهن من (50 200) ألف دينار، فيما منعت أي شخص من شراء أكثر من 3 نساء باستثناء الأجانب من الأتراك والسوريين والخليجيين.

### ختان النساء
قالت الأمم المتحدة أنَّ تنظيم الدولة الإسلامية أمر بختان جميع الفتيات والنساء في الموصل. وقالت جاكلين بادكوك، ممثلة الأمين العام المقيمة ومنسقة الشؤون الإنسانية في العراق إن الفتوى الصادرة من مقاتلين سنّة قد تؤثر على نحو أربعة ملايين امرأة وفتاة. وهذا الأمر الجديد يثير القلق البالغ ويجب معالجته.

## التسلسل الزمني للأحداث

### أهم الأحداث في 2013
- في 4/9 أعلن أبو بكر البغدادي بكلمة صوتية عن الغاء اسم دولة العراق الاسلامية والغاء جبهة النصرة وجمعهما تحت اسم واحد هو "الدولة الاسلامية في العراق والشام"، بثتها قناة الجزيرة[272]
- في 2013/7/2 انسحب الجيش السوري من بلدة خان العسل في ريف حلب من أمام داعش وتم قتل العشرات من جنود الجيش السوري أثناء المعارك وتم أيضاً أسر العشرات من الجنود الذين تم اعدامهم لاحقاً.
- قبل عام بالضبط بتاريخ 2012/7/21 أعلن البغدادي خطة هدم الأسوار وبتاريخ 2013/7/21 هاجمت داعش سجنين في بغداد هما سجن التاجي وسجن بغداد المركزي (ابو غريب) ، ونجحت في تهريب أكثر من 1000 معتقل.[273][274]
- 8/5 –الاستيلاء على مطار منغ العسكري على يد داعش بتدمير المبنى الرئيسي في المطار بعملية انتحارية.
- 9/29 – قامت داعش باستهداف مقر الأمن العام «الأسايش» في مدينة أربيل (عاصمة إقليم كردستان في شمال العراق) بسيارات مفخخة وانتحاريين يرتدون أحزمة ناسفة.

### أهم الأحداث في 2014
- 4 يناير/كانون الثاني – سيطرة مسلحوا داعش على الفلوجة بعد معركة استغرقت 5 ايام.
- 6 يناير/ كانون الثاني – طرد المتمردين السوريين داعش من محافظة الرقة، التي تعتبر عاصمة التنظيم.
- 22 يناير/كانون الثاني – قُتِل اكثر من 50 مسلح من التنظيم بغارات جوية للقوات العراقية في الانبار
- 25 يناير / كانون الثاني – اعلن التنظيم عن انشاء فرع له في لبنان متعهدا بمحاربة حزب الله
- 6 فبراير/شياط – تنظيم القاعدة يتبرأ من داعش بعد خلاف استمر 8 اشهر.
- في منتصف فبراير /شباط – بدأت معارك بين جبهة النصرة والمتمردون السورين ضد تنظيم داعش وطردته من محافظة دير الزور.
- 7 مارس/اذار – السعودية تصنف داعش كجماعة إرهابية.[275][276]
- 9 حزيران/يونيو – مسلحو داعش في العراق يسيطرون على محافظة نينوى.[277]
- 10 حزيران/يونيو – اعدم التنظيم 670 سجينا شيعيا في سجن بادوش
- 17 تموز/يوليو – داعش تسيطر على حقل «الشاعر» للغاز الطبيعي في حمص.[278]
- 25 تموز/يوليو - سيطرت داعش على مقر الفرقة 17 بعد اشتباكات عنيفة.[279][280]
- 3 آب/اغسطس – بدأ مذبحة سنجار التي قتل وخطف بها الاف اليزيديين من ضمنهم نساء واطفال.
- 7 آب/أغسطس - سيطرت داعش على اللواء 93 بالكامل بعد مشابكات مع قوات النظام.[281][282]
- 8 آب/أغسطس - سيطرت داعش على مطار الطبقة العسكري بالكامل بعد مشابكات مع قوات النظام.[283]

### أهم الأحداث في 2015
- 20 آذار/مارس: تبنَّت حركة ولاية عدن أبين المتفرعة عن القاعدة وأنصار الشريعة والتابعة لداعش في اليمن التفجيرات الانتحارية في في مسجدي بدر والحشوش التي نتج عنها 142 قتيلًا و351 جريحًا.[284]
- 3 أيار/مايو: ذكرت صحيفة الجارديان أن أبو بكر البغدادي، زعيم داعش، يتعافى في الموصل من إصابات خطيرة حصل خلال عام 2015 غارة جوية مارس. أفيد أنه نظرا لعجز البغدادي من اصابته في العمود الفقري، وقال انه قد لا يكون قادرا على استئناف السيطرة المباشرة لداعش مرة أخرى.[285]
- 13 أيار/مايو: تبنَّى تنظيم داعش مقتل 45 شخصًا شيعيا اسماعيلياً وإصابة العشرات في الهجوم المسلح على حافلة كراتشي في پاكستان.[286] وفي اليوم نفسه، أفادت وزارة الدفاع العراقية أن أبو علاء العفري نائب أبو بكر البغدادي قد قتل في غارة جوية للتحالف الذي تقوده الولايات المتحدة على مسجد في تلعفر، يوم 12 أيار/مايو عام 2015،[287] كما تم قتل أيضا عشرات الآخرين من أبرز مقاتلي داعش،[288] وقتل أيضا في الغارة الجوية أكرم قرباش، كبير القضاة في داعش.[287]
- ليلة 15 أيار/مايو: دخل مسلحون داعش مدينة الرمادي، عاصمة محافظة الأنبار، وذلك باستخدام ست سيارات ملغومة شبه متزامنة.كما أصدر داعش رسالة صوتية مسجلة لأبو بكر البغدادي يدعو جميع المسلمين للقتال ضد الحكومة العراقية في صلاح الدين والأنبار، مدعيا أن هذا واجبهم كمسلمين. ودعا البغدادي في التسجيل المسلمين للهجرة إلي «أرض الخلافة» وهي الأراضي التي يسيطر عليها التنظيم في سوريا والعراق وقال أيضاً أن هذه الحرب ليست حرب تنظيم الدولة الإسلامية بل حرب جميع المسلمين التي يتولي قيادتها التنظيم مشيرا إلي أنها «حرب المسلمين ضد الكفار»، بهذه الرسالة أنتهت الشائعات حول وفاته.[289][290][291][292]
- 15-16 أيار/مايو: قوات العمليات الخاصة الأمريكية قتلت أحد كبار قادة داعش يدعى «أبو سياف»، خلال مداهمة تهدف إلى إلقاء القبض عليه في مدينة دير الزور، شرق سوريا بين عشية وضحاها.[293][294][295]
- 17 أيار/مايو: قوات داعش استولت علي مدينة الرمادي بالعراق، بعد انسحاب القوات الحكومية العراقية من مواقعها بالمدينة وتخليها عن أسلحتها؛ تم قتل أكثر من 500 شخص.[296][297]
- استولت قوات داعش علي البلدة السورية والمدينة القديمة من تدمر، وقطع رؤوس عشرات من الجنود السوريين.[298][299] سقط اثنين من حقول الغاز أيضا في أيدي داعش.[300]، ووفقا للمرصد السوري لحقوق الإنسان، أصبحت داعش بحلول ذلك الوقت تستولى على 95,000 كيلومتر مربع من الأراضي، ما يقرب من نصف الأراضي السورية.[301]
- 22 أيار/مايو: سقوط معبر «الوليد» آخر معبر حدودي بين سوريا والعراق بيد ″داعش″ والذي كان تحت سيطرة النظام السوري [302]، أيضا تبنَّى تنظيم داعش تفجير مسجد القطيف الذي أدى لمقتل أكثر من عشرين شخصًا وإصابة أكثر من مئة، وهي أول عملية لداعش في السعودية.[303]
- 29 أيار/مايو: تبنَّى تنظيم الدولة محاولة تفجير مسجد في محافظة الدمام السعودية أثناء صلاة الجمعة، حيث لم يتمكَّن المُنفِّذ من دخول المسجد ففجَّر نفسه في الخارج بعد الاشتباه به، وراح ضحية العملية أربعة قتلى.[304]
- 5 تموز/يوليو: المعارضة السورية تتمكن من صد ودحر كتائب داعش على خط صوران إعزاز في ريف محافظة حلب الشمالي وتقتل وتأسر العشرات منهم [305][306][307]
- 26 تموز/يوليو: تفجير انتحاري أثناء أداء صلاة الجمعة في شهر رمضان استهدف مسجدًا في مدينة الكويت عاصمة الكويت ونتج عنه ما لا يقل عن 27 قتيلًا و227 جريحًا.[308]
- 26 تموز/يوليو: هجوم مسلح استهدف فندق إمبريال مرحبا في المنطقة السياحية المشهورة مرسى القنطاوي في مدينة سوسة في تونس، خلف الهجوم حوالي 40 قتيل (من بينهم المسلح) أغلبهم من السياح و38 جريح.[309]

## العمليات الإرهابية للتنظيم
تصنف الأمم المتحدة والاتحاد الأوروبي، بالإضافة للعديد من الدول مثل الولايات المتحدة، والسعودية، ومصر والمملكة المتحدة، وباكستان، والإمارات، والأردن، بالإضافة لوسائل الإعلام العربية والعالمية، تصنف داعش كتنظيم إرهابي.
وخارج المناطق التي يُسيطر عليها، يقوم تنظيم داعش بأعمال التفجير والاعتداء المسلح في مختلف الأماكن والأزمنة، وكانت أغلبية التفجيرات التي نفذها تستهدف المساجد. ولا تتوقف نشاطات داعش الإرهابية حتى في الأشهر الحرم ورمضان.

### دول الخليج
يتركز نشاط داعش في دول الخليج في تفجير المساجد بالإضافة لاعتداءات أخرى، حيث تمكَّن التنظيم من تفجير مسجدين في دول الخليج وتم إحباطه عدد من المرات. يقوم تنظيم داعش باختيار وقت صلاة الجمعة للقيام بالتفجيرات مستغلًا كثرة المصلين في هذا الوقت.
| العملية                                  | التاريخ                    | المكان           | القتلى                      |
| ---------------------------------------- | -------------------------- | ---------------- | --------------------------- |
| حادثة الدالوة                            | 3 تشرين الثاني/نوفمبر 2014 | الدالوة، الأحساء | 8                           |
| هجوم عرعر 2015                           | 5 كانون الثاني /يناير 2015 | عرعر             | 7 (بينهم المهاجمين الاربعة) |
| تفجير مسجد الإمام علي                    | 22 أيار/مايو 2015          | القديح، القطيف   | 22                          |
| تفجير مسجد الإمام الحسين                 | 29 أيار/مايو 2015          | الدمام           | 4                           |
| تفجير مسجد الإمام الصادق                 | 26 حزيران/يونيو 2015       | مدينة الكويت     | 27                          |
| تفجير الحائر                             | 16 تموز/يوليو 2015         | الحائر، الرياض   | 1 (جريمة قتل، فشل التفجير)  |
| تفجير مسجد قوات الطوارئ                  | 6 آب/أغسطس 2015            | أبها، عسير       | 15                          |
| حادثة سيهات                              | 16 تشرين الأول/أكتوبر 2015 | سيهات، القطيف    | 5                           |
| تفجير مسجد المشهد                        | 26 تشرين الأول/أكتوبر 2015 | نجران            | 2                           |
| تفجير مسجد الرضا                         | 29 كانون الثاني/يناير 2016 | الأحساء          | 4                           |
| تفجير مركز شرطة الدلم 2016               | 2 نيسان /ابريل 2016        | الرياض           | 1                           |
| تفجيرات السعودية 2016                    | 4 تموز /يوليو 2016         | المدينة المنورة  | 5 (بينهم الارهابي)          |
| الهجوم على مبنى المباحث العامة في الزلفي | 21 نيسان /ابريل 2019       | الزلفي، الرياض   | 4 (المنفذين)                |
| الهجوم على مسجد الإمام علي في مسقط       | 15 ايلول /يوليو 2024       | مسقط             | 9                           |

أحبطت الجهات السعودية العديد من العمليات الإرهابية للتنظيم، من ضمنها عدة تفجيرات تشمل مقار بعثات دبلوماسية ومساجد ومنشآت أمنية وحكومية في محافظة شرورة، بالإضافة إلى رجال أمن، كان من المخطط القيام بها بتاريخ 9 رمضان تزامنًا مع تفجير مسجد الإمام الصادق وهجوم سوسة وهجوم سان كانتان فالافييه 2015 الذين نُفِّذوا في اليوم نفسه.

### اليمن
قامت الجماعات الموالية لداعش بتفجير عدد من المنشأت في اليمن، ما نتج عنه سقوط مئات القتلى.
| العملية                                                                      | التاريخ                     | المكان        | القتلى |
| ---------------------------------------------------------------------------- | --------------------------- | ------------- | ------ |
| تفجيرات مسجدي بدر والحشوش                                                    | 20 مارس 2015                | صنعاء         | 142+   |
| تفجيرات استهدفت مراكز لجماعة الحوثيين ومساجد (القبة الخضراء، الكبسي، الحشوش) | 17 حزيران/يونيو 2015        | شمال صنعاء    | 30     |
| تفجير بالقرب من جامع قبة المهدي                                              | 20 حزيران/يونيو 2015        | صنعاء القديمة | 2      |
| تفجير مزدوج استهدف مسجد "المؤيد"                                             | 2 أيلول/سبتمبر 2015         | شمال صنعاء    | 28     |
| تفجير عدن (2015)                                                             | 6 تشرين الثاني /اكتوبر 2015 | عدن           | 15     |
| تفجير سيارة في عدن 2015                                                      | 6 كانون الاول /ديسمبر 2015  | عدن           | 7      |
| تفجير سيارة في عدن 2016                                                      | 25 اذار /مارس 2016          | عدن           | 27     |
| تفجيرات الشرطة اليمنية مايو 2016                                             | 15 ايار /مايو 2016          | المكلا        | 47     |
| تفجيرات اليمن 23 مايو 2016                                                   | 23 ايار /مايو 2016          | عدن           | 45     |

### دول أخرى
| العملية                                             | التاريخ                          | المكان                   | القتلى               |
| --------------------------------------------------- | -------------------------------- | ------------------------ | -------------------- |
| كمين عكاشات                                         | 4 اذار /مارس 2013                | عكاشات ، الانبار         | 64                   |
| تفجيرات العراق 19 آذار 2013                         | 19 اذار /مارس 2013               | العراق                   | +98                  |
| تفجيرات العراق 15 نيسان 2013                        | 15 نيسان /ابريل 2013             | العراق                   | +75                  |
| تفجيرات العراق 10 حزيران 2013                       | 10 حزيران/يونيو 2013             | العراق                   | +94                  |
| تفجيرات العراق 16 حزيران 2013                       | 16 حزيران/يونيو 2013             | العراق                   | 54                   |
| مجزرة سبايكر                                        | 12 - 15 حزيران /يونيو 2014       | تكريت ، صلاح الدين       | +2000                |
| هجمات شمال سيناء (أكتوبر 2014)                      | 24 تشرين الاول /اكتوبر 2014      | شمال سيناء               | 33                   |
| هجوم فندق كورنثيا                                   | 27 كانون الثاني/يناير 2015       | طرابلس                   | 10                   |
| هجوم متحف باردو                                     | 18 آذار/مارس 2015                | مدينة تونس               | 22                   |
| الهجوم المسلح على حافلة كراتشي 2015                 | 13 ايار /مايو 2015               | كراتشي السند             | +45                  |
| هجوم العريش (مايو 2015)                             | 16 ايار /مايو 2015               | شمال سيناء               | 4                    |
| هجوم سوسة 2015                                      | 26 حزيران /يونيو 2015            | مرسى القنطاوي ، سوسة     | 39 (من بينهم المسلح) |
| هجمات شمال سيناء (يوليو 2015)                       | 1 تموز /يوليو 2015               | شمال سيناء               | 21+                  |
| تفجير القنصلية الإيطالية                            | 11 تموز /يوليو 2015              | القاهرة                  | 1                    |
| تفجير خان بني سعد                                   | 17 تموز/يوليو 2015               | العراق                   | +100                 |
| تفجير بغداد آب 2015                                 | 13 آب/أغسطس 2015                 | العراق                   | 76                   |
| تفجير شبرا الخيمة                                   | 20 آب /اغسطس 2015                | القليوبية                | 30                   |
| تفجير حسينية دالان                                  | 23 تشرين الأول/أكتوبر 2015       | دكا                      | 1                    |
| متروجت الرحلة 9268                                  | 31 تشرين الاول /اكتوبر 2015      | سيناء                    | 224                  |
| تفجيرا بيروت 2015                                   | 12 تشرين الثاني/نوفمبر 2015      | برج البراجنة، بيروت      | 43                   |
| هجمات باريس                                         | 13 تشرين الثاني/نوفمبر 2015      | باريس                    | 130                  |
| هجوم على حافلة الأمن الرئاسي                        | 24 تشرين الثاني/نوفمبر 2015      | مدينة تونس               | 12                   |
| هجوم العريش (نوفمبر 2015)                           | 24 تشرين الثاني /نوفمبر 2015     | شمال سيناء               | 6                    |
| تفجير موكب                                          | 27 تشرين الثاني/نوفمبر 2015      | كانو                     | 30                   |
| تفجيرات تل تمر                                      | 11 كانون الاول /ديسمبر 2015      | تل تمر                   | 60                   |
| تفجيرات القامشلي 2015                               | 30 كانون الاول /ديسمبر 2015      | القامشلي                 | 16                   |
| حادثة إطلاق النار في تل أبيب يناير 2016             | 1 كانون الثاني /يناير 2016       | شارع ديزنغوف             | 3                    |
| تفجير زليتن 2016                                    | 7 كانون الثاني /يناير 2016       | زليتن ،المرقب            | +60                  |
| هجوم الغردقة (2016)                                 | 8 كانون الثاني /يناير 2016       | الغردقة                  | 1                    |
| هجمات جاكرتا 2016                                   | 14 كانون لبثاني /يناير 2016      | جاكرتا                   | 8                    |
| تفجيرات حمص فبراير 2016                             | 21 كانون الثاني /يناير 2016      | حمص                      | 64                   |
| تفجيرات السيدة زينب 2016                            | 21 شباط /فبراير 2016             | السيدة زينب (ريف دمشق)   | 134                  |
| هجوم حي الصفا (2016)                                | 20 اذار /مارس 2016               | شمال سيناء               | 18                   |
| تفجيرات بروكسل 2016                                 | 22 اذار /مارس 2016               | بروكسل                   | 34                   |
| تفجير الحصوة 2016                                   | 25 ايار /مايو 2016               | الإسكندرية ، محافظة بابل | 41                   |
| تفجير السماوة 2016                                  | 1 ايار /مايو 2016                | السماوة                  | 50                   |
| تفجيرات بغداد 11 أيار 2016                          | 11 ايار /مايو 2016               | بغداد                    | +103                 |
| مذبحة مشجعي نادي ريال مدريد                         | 13 ايار /مايو 2016               | قضاء بلد                 | 16                   |
| حادثة إطلاق النار في تل أبيب يونيو 2016             | 8 حزيران /يونيو 2016             | تل أبيب                  | 4                    |
| الهجوم على نادي ليلي في أورلاندو                    | 12 حزيران /بونيو 2016            | الولايات المتحدة         | +50                  |
| حادث احتجاز الرهائن في بنغلادش (2016)               | 1 تموز /يوليو 2016               | دكا                      | 22                   |
| تفجيرات الكرادة 2016                                | 3 تموز /يوليو 2016               | بغداد                    | +324                 |
| هجوم نيس 2016                                       | 14 تموز /يوليو 2016              | فرنسا                    | 85                   |
| هجوم قطار فورتسبورغ 2016                            | 18 تموز/يوليو 2016               | ألمانيا                  | 1                    |
| تفجير كابول يوليو 2016                              | 23 تموز/يوليو 2016               | أفغانستان                | +80                  |
| تفجير أنسباخ 2016                                   | 24 تموز /يوليو 2016              | ألمانيا                  | 1 (المنفذ)           |
| هجوم كنيسة نورماندي 2016                            | 26 تموز /يوليو 2016              | فرنسا                    | 1                    |
| تفجيرا القامشلي يوليو 2016                          | 27 تموز /يوليو 2016              | القامشلي                 | 57                   |
| تفجير كويته أغسطس 2016                              | 8 آب /اغسطس 2016                 | بلوشستان                 | 93                   |
| هجوم بئر العبد (أكتوبر 2016)                        | 14 تشرين الاول /اكتوبر 2016      | شمال سيناء               | 12                   |
| تفجير كابل نوفمبر 2016                              | 21 تشرين الثاني /نوفمبر 2016     | كابل                     | 32                   |
| حادث الكنيسة البطرسية                               | 11 كانون الاول /ديسمبر 2016      | القاهرة                  | 29                   |
| هجوم برلين 2016                                     | 19 كانون الاول /ديسمبر 2016      | برلين                    | 13                   |
| تفجيرات بغداد (كانون الثاني 2017)                   | 2 كانون الثاني/يناير 2017        | العراق                   | +56                  |
| تفجير سيهون 2017                                    | 16 شباط /فبراير 2017             | السند                    | +100                 |
| هجوم المستشفى العسكري كابول 2017                    | 8 اذار /مارس 2017                | كابل                     | 49                   |
| تفجيرات أحد السعف                                   | 9 نيسان \ابريل 2017              | مصر                      | 29                   |
| هجوم مانشستر أرينا 2017                             | 22 ايار /مايو 2017               | مانشستر أرينا            | 23                   |
| حادث حافلة المنيا (2017)                            | 29 ايار /مايو 2017               | المنيا                   | 29                   |
| هجوم كابل (مايو 2017)                               | 31 ايار /مايو 2017               | كابل                     | 100                  |
| هجمات طهران 2017                                    | 7 حزيران/يونيو 2017              | إيران                    | +23                  |
| هجوم القدس (يونيو 2017)                             | 16 حزيران /يونيو 2017            | القدس المحتلة            | 4 (بينهم 3 منفذين)   |
| هجوم برشلونة 2017                                   | 17 آب/أغسطس 2017                 | إسبانيا                  | 16                   |
| هجوم العريش (سبتمبر 2017)                           | 11 ايلول /سبتمبر 2017            | شمال سيناء               | 18                   |
| تفجير محطة بارسونز غرين 2017                        | 15 أيلول/سبتمبر 2017             | المملكة المتحدة          | 0                    |
| حادثة إطلاق نار لاس فيغاس ستريب 2017                | 1 تشرين الاول /اكتوبر 2017       | الولايات المتحدة         | +58                  |
| هجوم العريش (أكتوبر 2017)                           | 13 تشرين الاول /اكتوبر 2017      | شمال سيناء               | 6                    |
| هجوم طريق الواحات                                   | 20 تشرين /اكتوبر 2017            | الجيزة                   | +55                  |
| هجوم مسجد الروضة                                    | 24 تشرين الثاني /نوفمبر 2017     | بئر العبد                | +305                 |
| هجوم كويته ديسمبر 2017                              | 17 كانون الاول /ديسمبر 2017      | كويته                    | 9                    |
| حادث كنيسة مارمينا                                  | 29 كانون الاول /ديسمبر 2017      | حلوان ،القاهرة           | 9                    |
| تفجيرات بغداد 2018                                  | 15 كانون الثاني/يناير 2018       | العراق                   | 38                   |
| حادث اطلاق نار بكنيسة في مدينة كيزليار داغستان 2018 | 18 شباط/فبراير 2018              | روسيا                    | 5                    |
| تفجير كابول الانتحاري مارس 2018                     | 21 اذار /مارس 2018               | كابل                     | 33                   |
| تفجيرات باكستان 13 يوليو 2018                       | 13 تموز/يوليو 2018               | باكستان                  | 154                  |
| هجمات السويداء 2018                                 | 25 تموز/يوليو 2018               | سوريا                    | 258                  |
| تفجير كابول الانتحاري أغسطس 2018                    | 15 آب /اغسطس 2018                | كابل                     | 48                   |
| هجوم كابل سبتمبر 2018                               | 5 ايلول /سبتمبر 2018             | كابل                     | 26                   |
| الهجوم المسلح على العرض العسكري في الأهواز          | 22 ايلول /سبتمبر 2018            | الأهواز، خوزستان، إيران  | 29                   |
| حادث حافلة المنيا (2018)                            | 2 تشرين الثاني /نوفمبر 2018      | المنيا                   | 9                    |
| تفجير كنيسة جزيرة جولو 2019                         | 27 كانون الثاني /يناير 2019      | الفلبين                  | 22                   |
| هجوم حي الصفا (2019)                                | 16 شباط /فبراير 2019             | شمال سيناء               | 15                   |
| هجوم كويته أبريل 2019                               | 12 نيسان /ابريل 2019             | كويته                    | 20                   |
| تفجيرات سريلانكا 2019                               | 21 أبريل 2019                    | سريلانكا                 | 359                  |
| تفجير كابل (17 أغسطس 2019)                          | 17 آب /اغسطس 2019                | كابل                     | 64                   |
| تفجير كويته 2020                                    | 10 كانون الثاني /يناير 2020      | كويته                    | 15                   |
| هجوم بئر العبد (أبريل 2020)                         | 30 نيسان /ابريل 2020             | شمال سيناء               | +10                  |
| تفجير كابل الانتحاري أكتوبر 2020                    | 24 تشرين الاول /اكتوبر 2020      | كابل                     | 30                   |
| هجوم فيينا 2020                                     | 2 تشرين الثاني /نوفمبر 2020      | النمسا                   | 5                    |
| هجوم ماتش                                           | 3 كانون الثاني /يناير 2021       | بلوشستان (باكستان)       | 11                   |
| تفجيرات مدرسة كابول 2021                            | 8 ايار /مايو 2021                | كابل                     | 68                   |
| هجوم مطار كابول 2021                                | 26 آب /اغسطس 2021                | مطار كابل الدولي         | +182                 |
| تفجير مسجد قندوز 2021                               | 8 تشرين الاول /اكتوبر 2021       | قندوز                    | +55                  |
| تفجير قندهار 2021                                   | 15 تشرين الاول /اكتوبر 2021      | قندهار                   | 65                   |
| هجوم مستشفى كابول 2021                              | 2 تشرين الثاني /نوفمبر 2021      | كابل                     | +25                  |
| معركة سجن الحسكة                                    | 20 - 30 كانون الثاني /يناير 2022 | الحسكة                   | +159                 |
| هجوم مسجد بيشاور 2022                               | 4 اذار /مارس 2022                | بيشاور                   | 63                   |
| هجوم بئر السبع 2022                                 | 22 اذار /مارس 2022               | بئر السبع المحتلة        | 4                    |
| هجوم الخضيرة 2022                                   | 27 اذار /مارس 2022               | الخضيرة (حيفا)           | 4 (بينهم المنفذان)   |
| تفجير مسجد مزار شريف 2022                           | 21 نيسان /ابريل 2022             | مزار شريف                | 31                   |
| انفجار السفارة الروسية في كابول                     | 5 ايلول /سبتمبر 2022             | كابل                     | 20                   |
| مجزرة شيراز 2022                                    | 27 تشرين الاول /اكتوبر 2022      | شيراز                    | 13                   |
| تفجير مطار كابول 2023                               | 1 كانون الثاني /يناير 2023       | مطار كابل الدولي         | 20                   |
| تفجيرات كرمان                                       | 3 كانون الثاني /يناير 2024       | كرمان                    | 94                   |
| هجوم قاعة كروكوس سيتي                               | 22 اذار /مارس 2024               | موسكو                    | 144                  |
| تفجير دار العلوم الحقانية 2025                      | 28 شباط / فبراير 2025            | خيبر بختونخوا            | 20                   |

}

### تركيا
| العملية                              | التاريخ                     | المكان                   | القتلى |
| ------------------------------------ | --------------------------- | ------------------------ | ------ |
| تفجير سروج 2015                      | 20 تموز /يوليو 2015         | سروج (تركيا)             | 34     |
| تفجيرا أنقرة 2015                    | 10 تشرين الاول /اكتوبر 2015 | أنقرة                    | 128    |
| تفجير ميدان السلطان أحمد 2016        | 11 كانون الثاني/يناير 2016  | إسطنبول                  | 14     |
| تفجير إسطنبول (مارس 2016)            | 19 اذار /مارس 2016          | شارع الاستقلال (اسطنبول) | 5      |
| تفجير غازي عنتاب (مايو 2016)         | 1 ايار /مايو 2016           | غازي عنتاب               | 3      |
| هجوم مطار أتاتورك 2016               | 28 حزيران /يونيو 2016       | مطار أتاتورك             | 45     |
| تفجير غازي عنتاب (أغسطس 2016)        | 10 آب /اغسطس 2016           | غازي عنتاب               | +50    |
| الهجوم على ملهى ليلي في إسطنبول 2017 | 1 كانون الثاني /يناير 2017  | بشكطاش                   | 39     |

## العسكرية

### معركة أسد الله البيلاوي
غزوة أسد الله البيلاوي هو اسم أطلقه تنظيم داعش على معارك بدأت في محافظة الموصل وسامراء بين قوات الجيش العراقي من جهة وبين تنظيم داعش والعشائر المناهضة لحكومة المالكي، حيث فرض المسلحون سيطرتهم على مدينة الموصل 9 حزيران/يونيو 2014م، وتمددوا نحو تكريت والحويجة والشرقاط وسامراء والضلوعية أنتهت المعارك بسيطرة المسلحين على أغلب مناطق محافظتي نينوى وصلاح الدين بالإضافة لأسر ثلاثة آلاف جندي في قاعدة اسبايكر في تكريت واعدام قرابة ألف جندي قرب قصور صدام حسين. وسيطرة التنظيم على مئات الدبابات والراجمات والمدفعية وعربات الهمفي والأسلحة الأمريكية الحديثة التي تركها الجنود قبل هروبهم.
سميت معركة الموصل باسم غزوة أسد الله البيلاوي والبيلاوي هو عدنان إسماعيل نجم البيلاوي قائد معركة الموصل وعقيد في الجيش العراقي السابق وظهر في تسجيل سابق وهو يتحدث لمقاتليه قبل الهجوم على ثكنات الجيش العراقي في سامراء.

### معركة مطار الطبقة
اشرفت فرقة شيشانية وداغستانية على التخطيط للهجوم واستعمل التنظيم طائرات صغيرة لتصوير المطار قبل الهجوم، اجتاح مسلحو التنظيم مطار الطبقة وهو أكبر مطار عسكري في شمال سوريا حيث حاصروه من أربعة محاور وتحت كثافة النيران سيطروه عليه وأثناء اقتحام المطار قتل 1000 جندي وأعدم مسلحو التنظيم نحو 2000 جندي قبضوا عليهم بشكل جماعي. أصدر التنظيم صور من داخل مطار الطبقة يظهر استيلائه على طائرات حربية روسية الصنع إضافة لصواريخ ودبابات.

### معركة حقل الشاعر في حمص
في 17 تموز/يوليو 2014 سيطر مسلحي تنظيم الدولة على عشرين حاجز ثكنة عسكرية لقوات النظام السوري على مرتفعات جبل الشاعر في حمص المكلفين بحماية حقل الشاعر للغاز اسفرت الاشتباكات عن مقتل 300 جندي إضافة لاسقاط طائرة حربية حاولت نجدة الجنود المحاصرين وسيطرة التنظيم على حقل الشاعر الغازي.

### معركة كوباني
أعلنت مجموعات حزب العمال الكردستاني وشمس الشمال وفجر الحرية وجبهه الاكراد ومجموعات كردية أخرى تشكيل غرفة عمليات بركان الفرات في مدينة كوباني (عين العرب) لقتال داعش وتحرير الرقة، رد تنظيم الدولة مباشرة بإعلان بدء غزوة عين العرب وإرسال مائة 100 مقاتل لكوباني واستطاعوا خلال ساعات السيطرة على مدينة عين العرب كوباني وقرئها دون مقاومة تذكر أو اشتباكات ونزح جميع سكان المدينة إلى تركيا قبل وصول مسلحي تنظيم الدولة، ضغطت الحكومة الأمريكية على أردوغان للتدخل في كوباني لكنه رفض وبعد شهرين من سيطرة التنظيم سمحت تركيا بدخول قوات حزب العمال الكردستاني المصنف إرهابيا والبشمركة إلى عين العرب وطلبت سلطة الائتلاف السوري في تركيا من التحالف الغربي توجيه ضربات جوية نحو تنظيم الدولة في سوريا وبناء على ذلك شنت قوات التحالف 3000 غارة جوية على كوباني وبعد 6 أشهر انسحب التنظيم من المدينة بعد أن دمرت المدينة كلياً.

### غزوة أبي مهند السويداوي
هجمات داعش في سوريا ما بين 1 كانون الثاني/يناير - 21 تشرين الثاني/نوڤمبر 2014
نسبة هجمات داعش على مجموعات أخرى في سوريا، أثناء الفترة من آذار/مارس 2016 – نيسان/أبريل 2017 حسب IHS Markit.
بحلول منتصف عام 2015 أصبحت معظم مدن محافظة الانبار تحت سيطرة تنظيم الدولة من القائم إلى الفلوجة باستثناء الجزء الجنوبي من بلدة عامرية الفلوجة (مجمع الفارس السكني) والجانب الغربي من مدينة حديثة، وفي 17 أيار 2015 سيطر مسلحو تنظيم الدولة الإسلامية بشكل كلي على مدينة الرمادي عاصمة الأنبار بعد معارك واشتباكات خلفت 500 جندي قتيل وقد هرب الجنود وقوات الأمن العراقية بشكل مفاجئ تاركين خلفهم كميات كبيرة من الدبابات والعربات والمدافع والاسلحة الثقيلة والذخيرة في معسكر اللواء الثامن.
سميت معركة الرمادي باسم غزوة أبي مهند السويداوي والسويداوي هو إسماعيل لطيف عبد الله السويداوي ضابط في الجيش العراقي السابق.

### قائمة المعارك
| المعركة (الاسم من قبل داعش)                          | المكان | القتلى               |
| ---------------------------------------------------- | ------ | -------------------- |
| معركة الموصل (غزوة اسد الله البيلاوي)                | العراق | 800 جندي قتيل        |
| معركة تكريت ومجزرة سبايكر (غزوة اسد الرحمن البيلاوي) | العراق | 1700 طالب عسكري قتيل |
| معركة مطار الطبقة (غزوة فشرد بهم من خلفهم)           | سوريا  | 2000 جندي قتيل       |
| معركة حقل الشاعر (غزوة الشاعر)                       | سوريا  | 300 جندي قتيل        |
| معركة ربيعة (غزوة فتح سنجار وربيعة ووانة)            | العراق | 300 جندي قتيل        |
| معركة الصقلاوية (غزوة أبي عمّار الفهداوي)             | العراق | 600 جندي قتيل        |
| معركة الرمادي (غزوة أبي مهند السويداوي)              | العراق | 500 جندي قتيل        |
| معركة تدمر (غزوة أبو مالك التميمي)                   | سوريا  | 300 جندي قتيل        |
| معركة الحسكة (غزوة البركة)                           | سوريا  | 200 جندي قتيل        |
| معركة القريتين (غزوة أبي حسان الخثعمي)               | سوريا  | 300 جندي قتيل        |

### القصف الجوي
في يوم الثلاثاء 23 أيلول/سبتمبر 2014، بدأت العمليات العسكرية الأولى ضد التنظيم، حين قامت قوات التحالف بقيادة الولايات المتحدة وبدعم من السعودية والإمارات والبحرين وقطر والأردن بأول هجمات جوية في سورية والعراق. واستمر القصف للأيام التالية، وقامت المقاتلات السعودية والإماراتية بتنفيذ 80% من القصف.
وفي يوم الجمعة 26 سبتمبر 2014، وافق البرلمان البريطاني على توجيه ضربات جوية ضد تنظيم داعش في العراق.

## تهديد إيران
جاء في تقرير على موقع شبكة الخبر أن التنظيم الدولة الإسلامية، في تهديد واسع أعلنت أن سوف يتم هدم الحرمين في العراق، وكتبت داعش في صفحته في تويتر: أن هدفنا هو تدمير رموز الشرك في النجف وسامراء وكربلاء، وبعد تدمير الرموز في العراق سنأتي لإيران لهدم مشهد. لكن في رد فعل، هددت إيران بإتخاذ إجراءات مباشرة وقال مسؤول عسكري إيراني أن المواقع الشيعية في العراق، خطوط الحمراء للجمهورية الإسلامية الإيرانية وهدد التنظيم الدولة الإسلامية لعمل مباشر عسكري.